# Parti indépendant (Argentine)
Pour les articles homonymes, voir Parti indépendant.
Le Parti indépendant (en espagnol Partido Independiente), désigné aussi par la dénomination de Centros Independientes ou de Centros Cívicos Coronel Perón (Centres indépendants, Centres civiques colonel Perón), était un parti politique argentin. Fondé en 1945, il fut l’un des trois partis (avec l’UCR-JR et le Parti travailliste) à soutenir la candidature à la présidence de Juan Perón en 1946 et contribua ainsi à donner naissance au péronisme. Le parti fut dissous en 1947 pour s’incorporer dans le Parti justicialiste.

## Origine
Les Centres Indépendants se formèrent spontanément au lendemain du 17 octobre 1945, lorsqu’un groupe de dirigeants conservateurs résolut d’agir et d’appuyer politiquement Juan Perón, en opposition à la décision prise par le Parti démocrate national, lequel à cette époque hébergeait les forces conservatrices et avait adopté une position ouvertement anti-péroniste. Le Parti indépendant, créé peu après et regroupant les centres jusque-là épars, réunissait, outre les sympathisants conservateurs, quelques militaires et quelques dirigeants indépendants sans engagement politique antérieur.
Le Parti indépendant avait à sa tête deux militaires : le général Juan Filomeno Velazco et le contre-amiral Alberto Teisaire. Le premier, ami de Perón, avait été le chef de la police pendant la journée du 17 octobre. Le second était l’un des rares péronistes parmi les hauts gradés de la marine. Avaient également rallié le parti un certain nombre d’autres personnalités conservatrices telles que José E. Visca, Héctor José Cámpora, Héctor Sustaita Seeber, etc..

## Action politique
Le Parti indépendant fut l’un des trois partis qui appuyèrent la candidature à la présidence de Perón aux élections du 24 février 1946, les deux autres étant le Parti travailliste, fondé par les syndicats, et l’Union civique radicale Junta Renovadora (UCR-JR), rassemblant des radicaux dissidents. Lors de ce scrutin, l’UCR-JR, le Parti travailliste et le Parti indépendant obtinrent ensemble 56% des voix, remportant non seulement l’élection présidentielle, mais aussi la quasi-totalité des provinces. Cette coalition péroniste obtint 1 527 231 suffrages, se traduisant par 307 grands électeurs, et l’Union démocratique (coalition regroupant l’UCR, le PS, le PC et le Parti démocrate progressiste) 1 207 155 voix, lui assurant 72 électeurs.
Ces trois partis décidèrent de coordonner leur action politique au sein d’un Comité national de coordination politique, que présidait l’avocat du syndicat de cheminots Juan Atilio Bramuglia. Il y fut convenu que chacun des partis choisirait ses propres candidats et que 50% des postes seraient dévolus au Parti travailliste, tandis que les 50% restants seraient répartis à parts égales entre l’UCR-JR et le Parti indépendant,. En 1947, Perón fit dissoudre les trois partis sur lesquels il s’appuyait (c’est-à-dire donc l’UCR-JR, le Parti travailliste et le Parti indépendant) pour les fusionner en un nouveau parti, le Parti péroniste. 
Les dirigeants du Parti indépendant exerceront des fonctions importantes dans le gouvernement péroniste. Velazco sera gouverneur de la province de Corrientes et sénateur national pour la même province. Héctor José Cámpora assumera la présidence de la Chambre des députés, et sera élu en 1973 président de la Nation. Teisaire devint sénateur pour la Capitale fédérale et président provisoire du sénat ; par la suite, après l’évincement du colonel Domingo Mercante, « l’homme de la Loyauté », comme le n°2 dans la hiérarchie du parti, Teisaire accéda à la présidence du Conseil supérieur du Parti péroniste, d’où il exerça le contrôle sur le parti, jusqu’à ce qu’il fût élu en avril 1954 vice-président de la Nation, pour suppléer Hortensio Quijano décédé.